# ピンクの象が見える

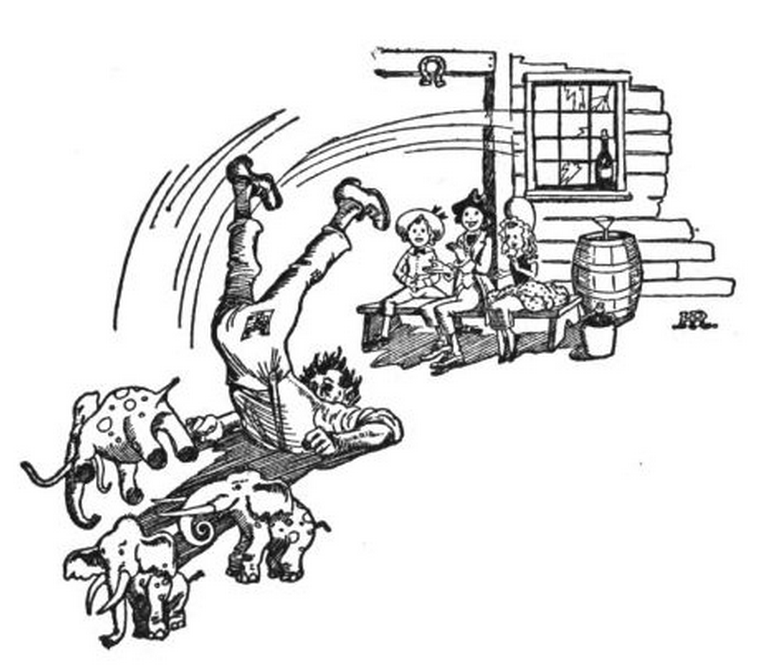
振戦せん妄によってピンクの象の幻覚を見た男性のイラスト（1921年）

ピンクの象が見える（ピンクのぞうがみえる、英語: seeing pink elephants）とは、アルコール幻覚症や振戦せん妄などによって引き起こされる幻覚症状の婉曲表現である。
この表現は20世紀初頭には見られ、ヘビなどの他の生物を使ったそれ以前からあった表現から派生したものである。ジャック・ロンドンの1913年の小説『ジョン・バーリーコーン』において、アルコールを過剰に摂取する人物が見る幻覚を「青いネズミとピンクの象」と言及している例がある。大衆文化においてピンクの象が登場する最も著名な例は、1941年のウォルト・ディズニーのアニメーション映画『ダンボ』における「ピンクの象のパレード」である。
ピンクの象は自然界にも存在する。アルビノの白象がピンク色に見えることもある。日本の大分県信用保証協会が「突然変異でできる白い象、ピンクの象は幸せを運ぶ象として珍重がられたという言い伝えがある」としてマスコットにしていたことがある。

## 歴史
「ピンクの象」が酩酊時の幻覚の一般的な表現となる以前、人々は「ヘビが見える」や「ブーツの中にヘビが見える」のような表現を用いていた。1889年ごろから1890年代にかけて、作家たちは「ヘビが見える」という表現を改変して、動物をネズミ、サル、キリン、カバ、ゾウなどに変え、さらに青、赤、緑、ピンクなどの色の組み合わせを追加した。
「ピンクの象」という表現の最初期の例として、ヘンリー・ウォレス・フィリップスの1896年の短編小説"The Man and the Serpent"の中で、酔った男が「ピンクと緑の象」と「羽の生えたカバ」を見たという記述がある。1897年の舞台作品『青猿』(The Blue Monkey)に関する告知文に、「我々はそれを見た。オレンジ色の鼻を持つピンクの象に、緑の装飾を持つ黄色いキリンを」というものがあった。
文学における最初の使用例に、ジャック・ロンドンの1913年の自伝的小説『ジョン・バーリーコーン』における、アルコール依存症者に関する記載がある。
大まかに言って、酒飲みには二種類ある。一つは、我々誰もが知っているような、愚かで想像力に欠け、麻痺した蛆虫に脳味噌が噛み尽くされたような男だ。彼は、大きく広げたおぼつかない脚で気前よく歩き、側溝にしょっちゅう落ち、恍惚のあまり青いネズミやピンクの象を見るのだ。彼はまさに、ユーモア雑誌のジョークのネタになるタイプである。
1905年ごろには「ピンクの象」が酩酊時の幻覚の表現として定着したが、象以外の動物も依然として頻繁に言及されていた。「ヘビが見える」「ブーツの中にヘビが見える」という以前の表現も、1920年代まで一般的に使われていた。
1938年の漫画雑誌『アクション・コミックス』第1号に掲載された『スーパーマン』において、スーパーマンを見たと報告した『デイリー・プラネット』紙の記者ロイス・レインに対し、編集長が「ピンクの象でも見たのか」と訊ねるというシーンがある。
大衆文化においてピンクの象が登場する最も著名な例は、1941年のウォルト・ディズニーのアニメーション映画『ダンボ』における、シャンパン入りの水を飲んで酔っ払ったダンボとティモシーが、「ピンクの象のパレード」の幻覚を見るシーンである。

## マーケティングにおいて

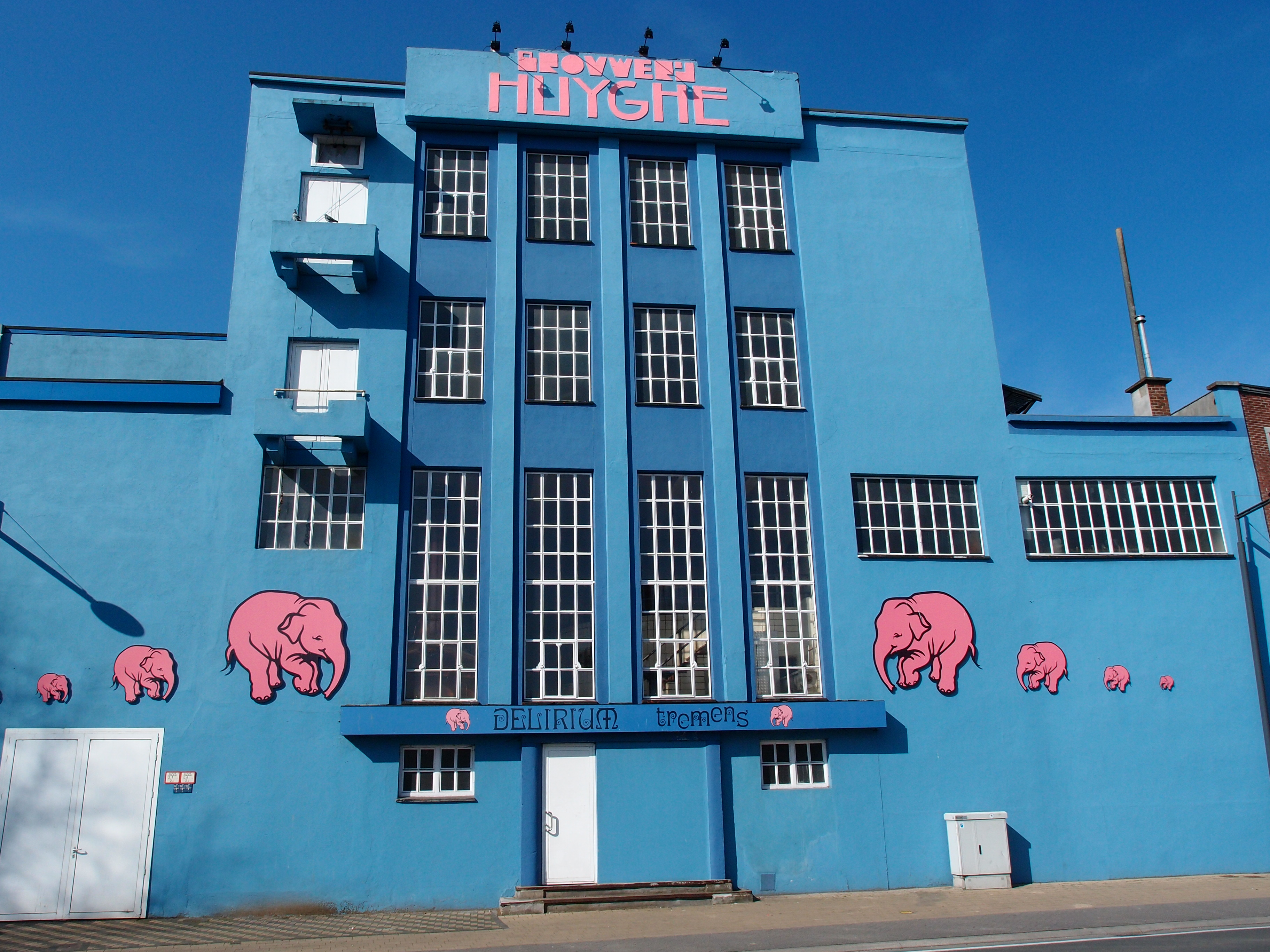
ヒューグ醸造所（2014年）

「ピンクの象」は様々なアルコール飲料のマーケティングにも利用されている。「ピンクの象（ピンク・エレファント）」という名前のカクテルは複数存在する。ベルギーのヒューグ醸造所のビールのブランド「デリリウム・トレメンス」などのラベルにはピンクの象が描かれている（delirium tremensというブランド名自体が、「振戦せん妄」の意味である）。